# Rozkład beta
Rozkład beta – rodzina ciągłych rozkładów prawdopodobieństwa zadana za pomocą funkcji gęstości
{\displaystyle f(\alpha ,\beta ,x)=c_{\alpha ,\beta }\cdot x^{\alpha -1}(1-x)^{\beta -1},}
gdzie:
{\displaystyle x} – zmienna, {\displaystyle x\in [0,1];} {\displaystyle \alpha ,\beta >0} – parametry rozkładu, tzw. parametry kształtu,
{\displaystyle c_{\alpha ,\beta }} – stała zależna od {\displaystyle \alpha } i {\displaystyle \beta ,} normująca rozkład do 1, tj.
{\displaystyle c_{\alpha ,\beta }={\frac {1}{\int \limits _{0}^{1}~u^{\alpha -1}(1-u)^{\beta -1}\,du}}}{\displaystyle =\!{\frac {1}{\mathrm {B} (\alpha ,\beta )}}}{\displaystyle ={\frac {\Gamma (\alpha +\beta )}{\Gamma (\alpha )\Gamma (\beta )}},}
gdzie:
{\displaystyle \mathrm {B} } – funkcja beta,
{\displaystyle \Gamma } – funkcja gamma.
Gdy {\displaystyle \alpha =\beta =1,} to rozkład beta przyjmuje postać rozkładu jednostajnego.
Momenty zwykłe zmiennej o rozkładzie beta wynoszą:
{\displaystyle \mathbb {E} (X^{k})={\frac {\alpha (\alpha +1)\dots (\alpha +k-1)}{(\alpha +\beta )(\alpha +\beta +1)\dots (\alpha +\beta +k-1)}}.}

## Właściwości

### Miary tendencji centralnej

#### Średnia
Wartość oczekiwana rozkładu beta jest funkcją stosunku parametrów {\displaystyle \alpha } i {\displaystyle \beta }:
{\displaystyle {\begin{aligned}\mu =\operatorname {E} [X]&=\int _{0}^{1}xf(x;\alpha ,\beta )\,dx\\&=\int _{0}^{1}x\,{\frac {x^{\alpha -1}(1-x)^{\beta -1}}{\mathrm {B} (\alpha ,\beta )}}\,dx\\&={\frac {\alpha }{\alpha +\beta }}\\&={\frac {1}{1+{\frac {\beta }{\alpha }}}}.\end{aligned}}}
Jeśli oba parametry są równe, {\displaystyle \alpha =\beta ,} rozkład jest symetryczny ze średnią {\displaystyle \mu ={\frac {1}{2}}.} Wraz z dążeniem proporcji parametrów {\displaystyle \alpha } i {\displaystyle \beta } do wartości nieskończonych lub nieskończenie małych, rozkład staje się prawo- lub lewoskośny, ze średnią dążącą do granic przedziału {\displaystyle [0,1]{:}}
{\displaystyle \lim _{{\frac {\beta }{\alpha }}\to 0}\mu =1}
{\displaystyle \lim _{{\frac {\beta }{\alpha }}\to \infty }\mu =0.}

#### Dominanta
Maksimum lub minimum rozkładu beta wyraża funkcja:
{\displaystyle {\frac {\alpha -1}{\alpha +\beta -2}}.}
Jeśli oba parametry są mniejsze od zera, {\displaystyle \alpha ,\beta <0,} wartość funkcji wyznacza minimum rozkładu.

### Miary rozproszenia

#### Wariancja
Wariancję rozkładu beta określa funkcja parametrów {\displaystyle \alpha } i {\displaystyle \beta }:
{\displaystyle \operatorname {var} (X)=\operatorname {E} [(X-\mu )^{2}]={\frac {\alpha \beta }{(\alpha +\beta )^{2}(\alpha +\beta +1)}}.}
Wraz z dążeniem parametrów do zera, {\displaystyle \alpha =\beta =0,} rozkład dąży do maksymalnej możliwej wariancji {\displaystyle \operatorname {var} (X)={\frac {1}{4}}.} Przy {\displaystyle \alpha =\beta =1,} rozkład jest jednostajny o typowej dla niego wariancji równej {\displaystyle \operatorname {var} (X)={\frac {1}{12}}.} Wraz z dążeniem jednego lub obu parametrów do nieskończoności, wariancja dąży do zera.